# Carl Janssen (Pastor)
Carl Emil Janssen (* 20. Dezember 1813 in Kopenhagen; † 9. April 1884 ebenda) war ein dänischer Missionar in Grönland, Hochschulleiter, Autor und Pastor.

## Leben

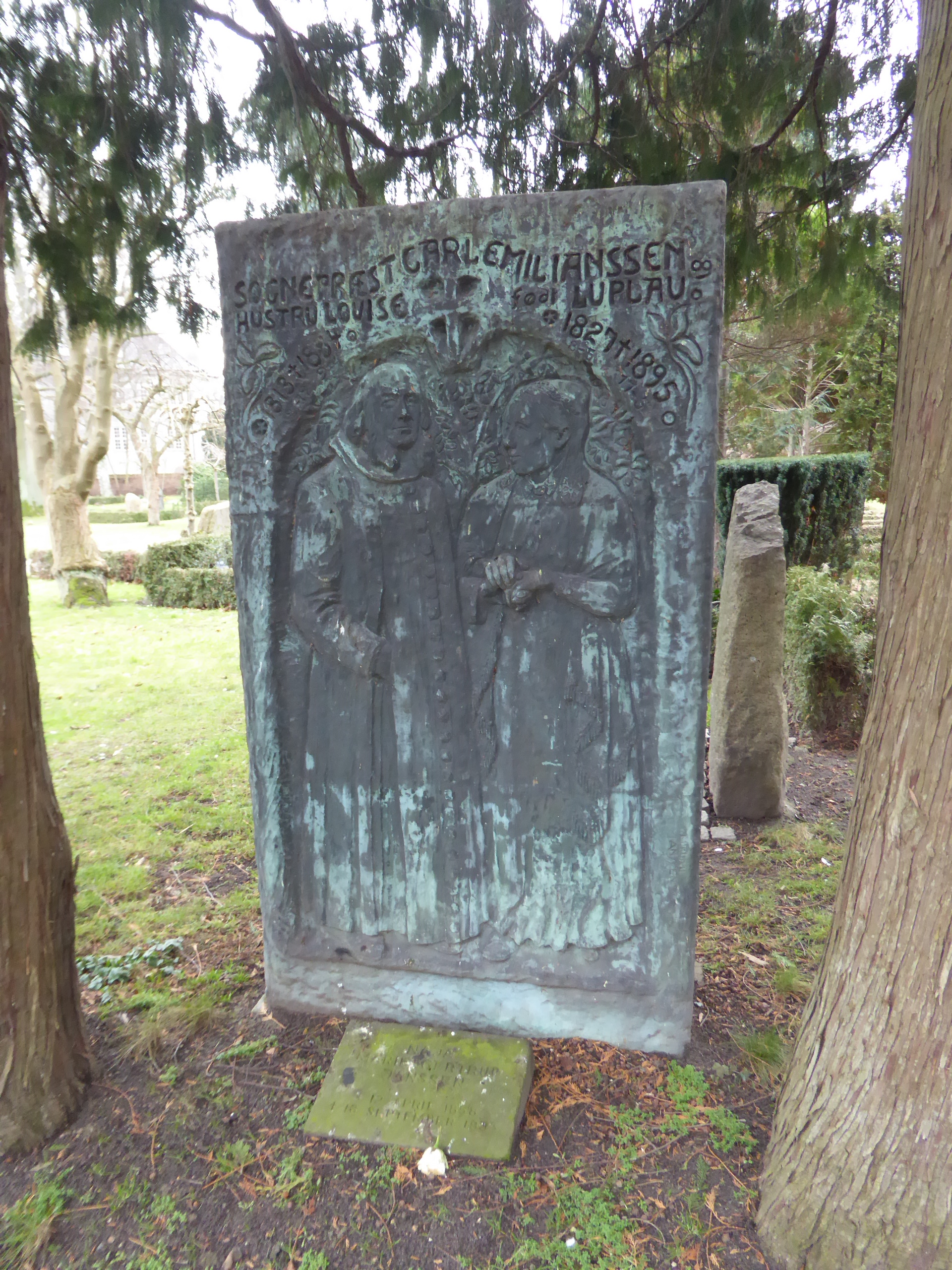
Grabstein von Carl Janssen auf dem Holmens Kirkegård in Kopenhagen

Carl Janssen war der Sohn Beamten Poul Ernst Janssen (1782–1830) und der Tänzerin Karen Børresen (1787–1863). Er besuchte die Borgerdydskolen in Kopenhagen, die er 1833 abschloss. Anschließend studierte er bis 1840 Theologie und wurde Lehrer für Deutsch und Dänisch am Landwesensinstitut auf Gut Haraldslund bei Hinnerup und später an der Schule der Helligåndskirken in Kopenhagen.
1843 ließ er sich am Grönländischen Seminar einschreiben und wurde bereits ein Jahr später ordiniert. Er wurde zum Missionar von Sisimiut ernannt und war auch für Maniitsoq zuständig. Im selben Jahr wurde beschlossen, dass zwei Seminare in Grönland errichtet werden sollten. Carl Janssen wurde in die Gründung des südgrönländischen Seminariums miteinbezogen und bereitete die jungen Grönländer unter seiner Obhut auf die Aufnahme am Seminarium vor. Als der Leiter von Grønlands Seminarium in Nuuk, Carl Junius Optatus Steenberg (1812–1872), im Jahr 1848 heimreiste, wurde Carl Janssen zum kommissarischen Seminariumsleiter ernannt. 1849 wurde er Missionar von Nuuk und weihte die neue Erlöser-Kirche ein. Im selben Jahr, am 8. November, heiratete er die Dänin Louise Sophia Frederikke Luplau (1827–1895), Tochter von Pastor Ludvig Ferdinand Luplau (1800–1837) und seiner Frau Marie Elisabeth Bernburg (1802–1862). Einige Monate zuvor hatte Steenberg seine Schwester geheiratet. 1851 wurde Carl Janssen zum Missionar in Qaqortoq ernannt. 1853 wurde er zum ordentlichen Leiter des Seminariums in Nuuk ernannt. Dies blieb er bis 1857, als er wegen einer Gicht-Erkrankung nach Dänemark zurückkehren musste.
Während seiner Zeit in Grönland setzte er sich als einer der ersten für die Verbreitung der 1851 eingeführten Kleinschmidtschen Rechtschreibung ein. Er schrieb das Elementærbog i Eskimoernes Sprog til Brug for Europæerne ved Colonierne i Grønland (1862), die Weltgeschichte Silamiut ingerdlausiánik (Menneskehedens fremskridt) (1861) und überarbeitete das grönländische Psalmenbuch. 1913 wurden seine Tagebücher herausgegeben. Zusammen mit Hinrich Johannes Rink und Samuel Kleinschmidt war er an der Einführung der Forstanderskaberne ab 1857 beteiligt.
Nach seiner Rückkehr nach Dänemark wurde er 1858 Pastor im Sørbymagle Sogn und im Kirkerup Sogn und 1872 im Værslev Sogn und im Jordløse Sogn. 1881 wurde er pensioniert und starb drei Jahre später im Alter von 70 Jahren in Kopenhagen. Er ist dort auf dem Holmens Kirkegård beigesetzt.